# L'Empedrat (Castellolí)
L'Empedrat és una serra situada entre els municipis de Castellolí i la Pobla de Claramunt a la comarca de l'Anoia, amb una elevació màxima de 606 metres.